# 堀真理子
堀真理子（ほり まりこ、1956年- ）は、日本の英米文学者、青山学院大学教授。

## 略歴
東京生まれ。青山学院大学文学部英米文学科卒業、同大学院文学研究科英米文学専攻博士課程単位取得済退学、ロンドン大学演劇学科M.A.取得・修了。1986年青山学院大学経済学部専任講師、90年助教授をへて、97年教授となる。2018年『改訂を重ねる『ゴドーを待ちながら』 演出家としてのベケット』で吉田秀和賞受賞。

## 著書
- 『ベケット巡礼』 (青山学院大学総合研究所叢書)三省堂 2007
- 『改訂を重ねる『ゴドーを待ちながら』 演出家としてのベケット』藤原書店 2017

### 共編著
- 『概説アメリカ文化史』笹田直人,外岡尚美共編著 ミネルヴァ書房 2002
- 『ギリシア劇と能の再生 声と身体の諸相』 (青山学院大学総合研究所叢書)佐藤亨,中條忍,廣木一人,伊達直之,村田真一,外岡尚美共著 水声社 2009
- 『戦争・詩的想像力・倫理 アイルランド内戦、核戦争、北アイルランド紛争、イラク戦争』 (青山学院大学総合研究所叢書)伊達直之, 佐藤亨,外岡尚美共著 水声社 2016

### 翻訳
- ゲイル・オースティン『フェミニズムと演劇 その理論と実践』原恵理子共訳 明石書店 1996
- ロバート・ペン・ウォレン『南北戦争の遺産』田中啓史共訳 (アメリカ文学ライブラリー) 本の友社 1997